# Bimota YB11
La YB11 est un modèle de motocyclette du constructeur italien Bimota.
La YB11 Superleggera apparaît pour la première fois au salon de la moto de Milan en 1995. Elle est l'œuvre de l'ingénieur maison Pier Luigi Marconi. Elle est la quatrième machine motorisée par un 1 000 cm3 Yamaha. L'esthétique est semblable à ses devancières.
Elle reprend le moteur quatre cylindres en ligne, quatre temps, à refroidissement liquide de la 1000 Thunderace. Ce moteur développe 145 chevaux à 10 000 tr/min pour un couple de 11 mkg à 8 500 tr/min. Il est alimenté par quatre carburateurs Mikuni de 38 mm de diamètre.
Ce moteur est équipé du système « Exup », une valve à l'échappement qui augmente ou diminue la vitesse des gaz qui s'évacuent. Les silencieux d'échappement recouverts de fibre de carbone sont siglés Arrow.
Par rapport au moteur de la Yamaha, celui amélioré par Bimota gagne une boîte à air plus efficace.
La machine est annoncée pour 267 km/h de vitesse de pointe.
Le cadre est un cadre périmétrique en aluminium, dérivé de celui de la YB8. Il en diffère par un renfort à la base du cadre accroissant la rigidité et permettant des éléments de plus petite section et par conséquent plus légers (d'où le nom de Superleggera).

Le bras oscillant est également en aluminium. L'angle de chasse est réglable grâce à un excentrique.
La fourche télescopique inversée de 51 mm de diamètre et le monoamortisseur arrière sont signés Païoli. Ils sont tous les deux réglables en précharge et compression.
Le freinage est assuré par Brembo, avec deux disques flottants de 320 mm à l'avant et un simple disque fixe de 230 mm à l'arrière, respectivement mordus par des étriers quatre et deux pistons. 
Les jantes sont à trois branches et fabriquées par Antera en alliage d'aluminium.
Le réservoir en aluminium contient 15 litres de carburant. Un voyant orange s'allume au tableau de bord quand le niveau atteint celui de réserve. Il reste alors 4 litres.
La YB11 a été produite pendant 2 ans, à 650 exemplaires. Elle était livrée en rouge et noir avec des bandes blanches. Les mentions « Exup » et « Superleggera » sont en jaune. Elle était commercialisée 32 570 000 lires, soit 16 821 €.
Une série spéciale de 50 exemplaires numérotés, destinée à commémorer les 25 ans de la marque voit le jour. Elle se pare d'une livrée bleue et grise.